# Come Rain or Come Shine
Come Rain or Come Shine est une chanson écrite par Harold Arlen (musique) et Johnny Mercer (paroles) pour leur comédie musicale St. Louis Woman (en), créée à Broadway en 1946,,. Le spectacle était un échec commercial, mais cette chanson deviendra très populaire et un standard de jazz,.
Cette chanson a été écrite comme un duo, elle a été créée sur scène par Ruby Hill et Harold Nicholas, les interprètes des rôles de Della Green et Little Augie dans la production originale du Al Hirschfeld Theatre de Broadway de 1946.
La chanson a été reprise par de nombreux artistes de jazz et pop, parmi lesquels Sy Oliver (avec l'orchestre de Tommy Dorsey, sortie en 1946), Margaret Whiting (1946), Helen Forrest et Dick Haymes en duo (1946), Dinah Shore (1946), Frank Sinatra (1953, 1962, 1993), Billie Holiday (1955), Bing Crosby (1956), Patti Page (1956), Judy Garland (1956), l'orchestre de Benny Goodman (avec Anita O'Day au chant), The Jazz Messengers (1958), Ray Charles (1959), Tony Bennett (1960), Ella Fitzgerald (1961), James Brown (1964), Barbra Streisand (1979), Julie Andrews (1989), Bette Midler (1991), Eric Clapton et B. B. King en duo (2000) et aussi Marlene Dietrich.et grand mechant blues